# Iso-Leveä
Iso-Leveä är en sjö i Finland. Den ligger i kommunen Enontekis i landskapet Lappland, i den norra delen av landet, 900 km norr om huvudstaden Helsingfors. Iso Leveä ligger 318,5 meter över havet. Omgivningarna runt Iso-Leveä är i huvudsak ett öppet busklandskap. Arean är 33,3 hektar och strandlinjen är 3,48 kilometer lång. Sjön  ingår i Torne älvs huvudavrinningsområde. 